# Homoeoneuria dolani
Homoeoneuria dolani is een haft uit de familie Oligoneuriidae. De wetenschappelijke naam van de soort is voor het eerst geldig gepubliceerd in 1958 door Edmunds, Berner & Traver.
De soort komt voor in het Nearctisch gebied.